# Chelers
Chelers település Franciaországban, Pas-de-Calais megyében. Lakosainak száma 244 fő (2022. január 1.). Chelers Magnicourt-en-Comte, Tincques, Villers-Brûlin, Bailleul-aux-Cornailles és Frévillers községekkel határos.

## Népesség
A település népességének változása:
| Lakosok száma | 354  | 337  | 441  | 385  | 318  | 320  | 258  | 291  | 259  | 244  |
|               | 1793 | 1836 | 1866 | 1891 | 1921 | 1962 | 1999 | 2010 | 2017 | 2022 |